# Ernodes skipetarum
Ernodes skipetarum är en nattsländeart som beskrevs av Malicky 1986. Ernodes skipetarum ingår i släktet Ernodes och familjen sandrörsnattsländor. Inga underarter finns listade i Catalogue of Life.